# Megapachylus
Genre
Synonymes
- Gonyleptilus Roewer, 1927
- Gonyperna Roewer, 1930
- Pegada Roewer, 1930 nec Moore, 1892
- Pachylometoides Mello-Leitão, 1936
- Pegadana Strand, 1942

Megapachylus est un genre d'opilions laniatores de la famille des Gonyleptidae.

## Distribution
Les espèces de ce genre sont endémiques du Brésil. Elles se rencontrent dans les États de São Paulo, de Rio de Janeiro et du Paraná.

## Liste des espèces
Selon World Catalogue of Opiliones (23/08/2021) :
- Megapachylus grandis Roewer, 1913
- Megapachylus mutilatus (Mello-Leitão, 1932)

## Publication originale
- Roewer, 1913 : « Die Familie der Gonyleptiden der Opiliones-Laniatores. » Archiv für Naturgeschichte, sér. A, vol. 79, no 4, p. 1–256 (texte intégral).